# سینا دهقان
سینا دهقان جوان اهل ایران است که به دلیل نوشتن مطالبی در شبکه اجتماعی لاین در سال ۱۳۹۴ دستگیر شده و در سال ۱۳۹۶ به اتهام سب‌النبی به اعدام محکوم شد.

## اشتباه دربارهٔ عقیده وی
سینا دهقان، مثل دو دوست همفکر بازداشت‌شده‌اش یعنی محمد نوری (محکوم به اعدام) و سحر الیاسی (محکوم به حبس) است اما سینا دهقان و دوستان وی توبه نامه ایی نوشتند در خصوص اشتباه های خود که نادم و پشیمان بودند 
و آتئسیت بودن این سه نفر تکذیب شده است

## بازداشت
سینا دهقان در ۲۹ مهر ۱۳۹۴ در حالی که آخرین روزهای خدمت سربازی‌اش در پادگانی در تهران را می‌گذراند از سوی سپاه پاسداران بازداشت و به زندان اراک منتقل شد. علت بازداشت او، نوشتن مطالب انتقادی در شبکه اجتماعی لاین بود. دهقان که در زمان بازداشت ۱۹ ساله بود و درحالی که نهادهای مدافع حقوق بشر از صدور حکم اعدام برای چنین اتهامی انتقاد می‌کنند، به گفته کمپین بین‌المللی حقوق بشر در ایران، حکم اعدام او در دیوان عالی کشور هم تأیید شده‌است. سینا دهقان در مهر ۱۳۹۴ درحالی که تنها چند روز به پایان دوره خدمت سربازی‌اش باقی مانده بود توسط مأموران اطلاعات سپاه پاسداران در پادگان محل خدمت خود در اراک بازداشت شد و به زندان مرکزی این شهر منتقل شد. او به دلیل راه‌اندازی کمپینی روی شبکه اجتماعی لاین و نوشتن مطالبی روی آن در مخالفت با دین اسلام در شعبه اول دادگاه کیفری اراک به سب‌النبی متهم شد. به گفته کمپین بین‌المللی حقوق بشر در ایران، مأموران امنیتی در زمان بازجویی به سینا دهقان گفته بودند که اگر اتهاماتش را بپذیرد و زیر برگه‌ها را امضا کند بعداً می‌تواند توبه‌نامه بنویسد و آزاد شود، سینا دهقان به حرف بازجوها عمل می‌کند اما به اعدام محکوم می‌شود. درحالی که به گفته خانواده‌اش بارها در دادگاه ابراز پشیمانی و توبه کرده بود.
سینا دهقان در پرونده‌اش اتهام دیگری هم دارد تحت عنوان توهین به رهبر جمهوری اسلامی ایران، اتهامی که به صدور حکم شانزده ماه زندان هم برای او منجر شده‌است. خبر از صدور و تأیید حکم اعدام برای سینا دهقان توسط کمپین بین‌المللی حقوق بشر در ایران به نقل از یک منبع مطلع از این پرونده منتشر شده و تاکنون هیچ‌یک از مقام‌های جمهوری اسلامی ایران در اینباره اظهار نظری نکرده‌اند.